# Tullio Baraglia
Tullio Baraglia (* 21. Juli 1934 in Gera Lario; † 23. November 2017 ebenda) war ein italienischer Ruderer, der zwei olympische Medaillen gewann.
Der 1,88 m große Tullio Baraglia ruderte bei den Olympischen Spielen 1960 auf dem Albaner See zusammen mit Renato Bosatta, Giancarlo Crosta und Giuseppe Galante in der Bootsklasse Vierer ohne Steuermann. Sie unterlagen im Vorlauf gegen das sowjetische Boot und qualifizierten sich über den Hoffnungslauf für das Finale. Dort gewann der Vierer aus den Vereinigten Staaten mit zweieinhalb Sekunden Vorsprung vor den Italienern, die ihrerseits eine knappe Sekunde vor dem sowjetischen Boot über die Ziellinie fuhren. 1961 trafen der sowjetische und der italienische Vierer in der gleichen Besetzung wie 1960 im Finale der Europameisterschaften erneut aufeinander, die Italiener gewannen die Goldmedaille vor dem Boot aus der Sowjetunion und dem Boot aus der Bundesrepublik Deutschland.
Sieben Jahre später gehörten Bosatta und Baraglia zum italienischen Aufgebot für die Olympischen Spiele 1968 in Mexiko. Zusammen mit Pier Angelo Conti-Manzini und Abramo Albini unterlagen sie im Vorlauf gegen die Ungarn und qualifizierten sich über den Hoffnungslauf für das Finale. Dort gewann das Boot aus der DDR vor den Ungarn, zweieinhalb Sekunden hinter den Ungarn gewannen die Italiener die Bronzemedaille.